# Erigeron sublyratus
Erigeron sublyratus là một loài thực vật có hoa trong họ Cúc. Loài này được Roxb. ex DC. mô tả khoa học đầu tiên.